# James Bond 007 - Casino Royale
James Bond 007 - Casino Royale (Casino Royale) è un film del 1967 diretto dai registi John Huston, Kenneth Hughes, Val Guest, Robert Parrish, Joseph McGrath e dal coordinatore degli stuntmen Richard Talmadge (non accreditato).

## Trama
Sir James Bond, la spia inglese ritiratasi dal servizio segreto 20 anni prima, è nella sua residenza di campagna. Gli fanno visita il capo dell'MI6 Britannico, M, il rappresentante della CIA Ransome, il rappresentante del KGB Smernov e il rappresentante del Deuxième Bureau Le Grand. Ognuno a turno lo implora di rientrare in servizio perché una misteriosa organizzazione chiamata SMERSH sta eliminando numerose spie nel mondo. Bond declina le offerte e persino la richiesta che la Regina d'Inghilterra gli ha fatto pervenire per lettera. M spiega ai suoi colleghi il motivo del ritiro di Bond dal servizio attivo: l'amore della sua vita, la famosa spia Mata Hari. A causa della sua ostinazione nel rifiutarsi, M ordina di distruggere la residenza di Bond, restando però lui stesso ucciso nell'esplosione.
Bond si mette in viaggio per la Scozia, per restituire i resti di M alla vedova, Lady Fiona McTarry, che la SMERSH ha provveduto a sostituire con l'Agente Mimi, mentre il resto della famiglia viene sostituito da affascinanti spie che fingono di esserne le figlie, allo scopo di screditare Bond e la sua fama di castità. L'agente Mimi, affascinata però da Bond, lo aiuta a sventare il piano contro di lui, che riesce poi a salvarsi da un attentato sulla via del ritorno verso Londra.
James Bond viene quindi promosso a capo dell'MI6 e tra le sue prime decisioni vi è quella di ribattezzare tutti i rimanenti agenti dell'Agenzia col nome di "James Bond 007", allo scopo di confondere la SMERSH, e vara un programma di addestramento degli agenti maschi per resistere alle tentazioni offerte dalle agenti donne nemiche. La sua segretaria Moneypenny, recluta Coop, un esperto di karate che inizia il suo addestramento, durante il quale conosce la nuova "arma segreta", l'agente The Detainer.
Bond incarica allora Vesper Lynd, una spia in pensione, diventata milionaria, affinché recluti l'esperto giocatore di baccarà Evelyn Tremble, di cui si vuole servire per battere Le Chiffre, un agente della SMERSH alla disperata ricerca di denaro da restituire all'organizzazione, cui lo aveva sottratto, per evitare la propria esecuzione.
Dietro suggerimento dell'agente Mimi, Bond convince sua figlia Mata, a recarsi a Berlino Ovest e infiltrarsi in un'organizzazione che funge da copertura a una scuola per spie della SMERSH. La giovane svela un piano per mettere sul mercato foto compromettenti dei capi militari di USA, URSS, Cina e Regno Unito durante un'asta di beneficenza che permetterebbe a Le Chiffre di raccogliere altri fondi per lo Skyfleet. Mata sventa l'asta e Le Chiffre è costretto a giocarsi le sue ultime opportunità al tavolo verde del Casino Royale, liberandosi inoltre di The Detainer, che doveva fermarlo.
Tremble arriva al Casino Royale accompagnato da Vesper e, dopo aver battuto al gioco Le Chiffre, smascherando il suo trucco dell'inalatore, vengono da questo rapiti e detenuti. Tremble viene torturato da Le Chiffre, ma Vesper lo libera e poi lo uccide, mentre gli agenti della SMERSH si sbarazzano di Le Chiffre per averli traditi.
Mentre passeggia per Londra, Mata viene rapita dalla SMERSH e suo padre accorre con Moneypenny a salvarla al Casino Royale, che si scopre essere costruito sopra una gigantesca base segreta sotterranea comandata dal malvagio Dottor Noah, che altri non è che Jimmy Bond, il nipote smidollato di James. Noah/Jimmy rivela il suo diabolico piano di usare un'arma biologica che renda attraenti tutte le donne e uccida tutti gli uomini più alti di 4-foot-6-inch (1,37 m), lasciandolo come l'uomo più alto del mondo, al centro delle attenzioni di tutte le donne. Ma il suo piano viene sventato e un'esplosione atomica uccide tutti i presenti; Bond e tutti i suoi agenti si ritrovano beati in Paradiso, mentre Jimmy viene visto discendere all'Inferno.

## Produzione
Nato da un'idea del produttore Charles Feldman di produrre un film in concorrenza con la United Artists, utilizzando l'unico romanzo di Ian Fleming non sfruttato (al tempo) cinematograficamente da Albert Broccoli, si presenta come una parodia di James Bond.
Il numero dei registi, ben cinque, fa capire che il film è nato e si è sviluppato tra grandi difficoltà: il carattere difficile di Peter Sellers ha creato non pochi problemi, soprattutto di carattere personale. La moglie Britt Ekland lo aveva lasciato dopo un litigio, e lui cercava in tutti i modi di parlarle, invano; inoltre è noto come, durante una visita della principessa Margaret Windsor, lei si fosse dedicata interamente ad Orson Welles, ignorando tutto il resto del cast, Sellers compreso. Da quel momento Sellers non rivolgerà più la parola a Welles, e tutte le scene in cui sono presenti entrambi saranno costretti a girarle in controcampo. Ciononostante, la sua presenza è uno tra gli elementi di spicco del film.
Un cameo nella scena della tortura su Sellers da parte di Welles è quello di Peter O'Toole. Notoriamente O'Toole accettò di partecipare al film per una cassa di champagne. Altro cameo è quello di David Prowse, il futuro interprete di Dart Fener nella trilogia classica di Guerre stellari, che appare brevemente nel finale truccato da mostro di Frankenstein.

### Sviluppo
Nel marzo 1955 Ian Fleming vendette i diritti per la trasposizione cinematografica del suo romanzo Casino Royale, il primo a includere il personaggio di James Bond, al produttore Gregory Ratoff per 6,000 dollari. Ratoff commissionò allo sceneggiatore Lorenzo Semple Jr. di scrivere il copione, ma entrambi ritenevano il personaggio di Bond irreale e stupido. Secondo Semple, Ratoff considerava il progetto in maniera marginale e avrebbe voluto una donna nei panni di Bond, arrivando a suggerire l'attrice Susan Hayward come "Jane" Bond. Nel 1956 il The New York Times riportò la notizia che Ratoff aveva messo in piedi una società di produzione con Michael Garrison per produrre l'adattamento cinematografico del romanzo di Fleming, ma non era stato in grado di trovare un finanziatore prima della sua morte avvenuta nel dicembre 1960.
Il progetto venne rilevato dal produttore Charles K. Feldman che acquistò i diritti di Casino Royale dalla vedova di Ratoff. Albert R. Broccoli, interessato a produrre un film su James Bond da alcuni anni, si offrì di comprare i diritti da Feldman, ma egli rifiutò. Feldman e il suo amico, il regista Howard Hawks, considerarono l'idea di girare Casino Royale, con Leigh Brackett alla sceneggiatura e Cary Grant nel ruolo di James Bond, ma il progetto non andò a buon fine.
Nel 1964, con Feldman che aveva già investito di tasca propria circa 550,000 dollari nella pre-produzione di Casino Royale, fu offerta a Sean Connery la parte di Bond, ma la sua richiesta economica fu ritenuta troppo elevata. Alla fine Feldman decise di offrire il progetto alla Columbia Pictures, e lo studio accettò. Fu a questo stadio del progetto che Feldman optò per girare una parodia dei film dell'agente 007 invece di un adattamento serio del romanzo.
In aggiunta agli sceneggiatori accreditati, si crede che anche Woody Allen, Peter Sellers, Val Guest, Ben Hecht, Joseph Heller, Terry Southern e Billy Wilder abbiano contribuito al copione finale. Feldman lo definì "un lavoro di gruppo".
Peter Sellers assunse Terry Southern per scrivere le sue battute perché voleva "eclissare" Orson Welles e Woody Allen.

### Riprese

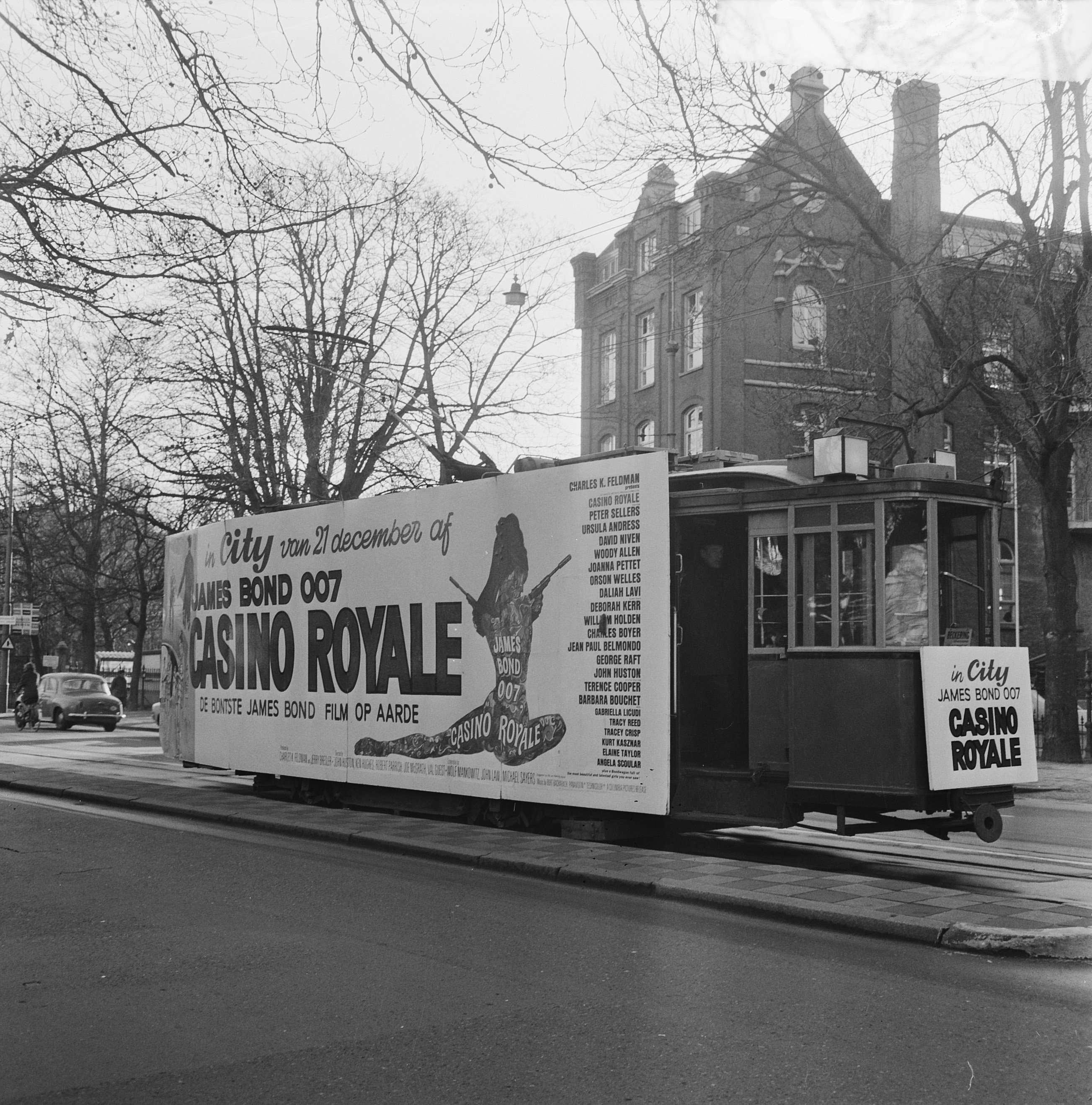
Un tram nei Paesi Bassi con una pubblicità del film

Le riprese cominciarono l'11 gennaio 1966 e si svolsero principalmente negli studi Pinewood Studios, Shepperton Studios e Twickenham Studios di Londra. Molte sequenze furono girate in esterni a Londra, principalmente a Trafalgar Square e all'esterno del numero 10 Downing Street. Il Mereworth Castle nel Kent fu usato come location della casa di Sir James Bond, che viene fatta esplodere all'inizio del film.
Molte delle scene ambientate nel castello di M in Scozia furono in realtà girate nella contea di Meath, Irlanda, utilizzando il Killeen Castle. Tuttavia, la scena in auto dove Bond lascia il castello fu girata nella contea di Perth nel villaggio di Killin in Scozia con ulteriori sequenze girate nel Berkshire (specificatamente a Old Windsor e Bracknell).
Le riprese terminarono nell'ottobre 1966.

### Regia
Il film venne diretto da cinque registi differenti, che si occuparono separatamente di girare determinate sequenze, inoltre, il coordinatore degli stuntmen Richard Talmadge co-diresse la sequenza finale.
Il produttore Charles K. Feldman riportò che John Huston contribuì al montaggio finale con 38 minuti di girato, Ken Hughes con 25, Joseph McGrath con 20, Robert Parrish con 20 e Val Guest con 26 minuti.
Le scene dirette da Huston vedono l'incontro tra Sir James Bond e gli altri rappresentanti dei servizi segreti. Furono girate in Irlanda e nel Kent nell'aprile 1966. Huston lavorò alla sua porzione di sceneggiatura con Wolf Mankowitz. Huston aveva scritto gran parte de Il tesoro dell'Africa durante le riprese, ma disse che "in confronto alla lavorazione di James Bond 007 - Casino Royale, quella era stata un'esperienza disciplinata". Huston avrebbe voluto Robert Morley per la parte di M ma quando l'attore si disse impossibilitato a partecipare perché già impegnato altrove, il regista decise di interpretare lui stesso il ruolo. John Huston disse che il film gli "era stato presentato come una burla, e così lo interpretò".
Joseph McGrath girò sul set per sei settimane. Bob Parrish filmò il segmento con Ursula Andress e Peter Sellers a Shepperton.
Val Guest scrisse e diresse l'ultima parte del film ed ebbe la responsabilità di dare una coesione ai vari "capitoli". Al regista venne offerto il titolo unico di regista coordinatore, ma egli rifiutò, sostenendo che la trama caotica e la natura frammentaria e slegata dell'opera non avrebbero giovato alla sua reputazione se così accreditato. Il suo contributo extra venne invece etichettato come "sequenze aggiuntive".

### Peter Sellers
Parte delle problematiche che afflissero la travagliata lavorazione della pellicola riguardarono direttamente la partecipazione di Peter Sellers. Lo sceneggiatore Wolf Mankowitz dichiarò che Sellers si sentiva intimidito da Orson Welles al punto che, eccezione fatta per un paio di inquadrature, non volle mai stare simultaneamente in studio di posa con lui. Altre versioni della storia raccontano che durante una visita sul set da parte della principessa Margaret Windsor, Sellers fu da lei ignorato, in favore di Welles, cosa che lo fece infuriare. Inoltre Welles insistette per effettuare dei giochi di prestigio come caratteristica del personaggio di Le Chiffre da lui interpretato, e Sellers restò infastidito dalle ripetute esibizioni. Il regista Val Guest scrisse che Welles non si curava molto di Sellers, e lo definì "un principiante". Il regista Joseph McGrath, amico personale di Sellers, ricevette da lui un pugno in pieno viso quando si lamentò per il suo comportamento non professionale sul set.
Alcuni biografi di Peter Sellers suggerirono che l'attore tenesse molto alla parte di Bond, e restò deluso dal fatto che Casino Royale divenne un film comico, dato che avrebbe voluto interpretare seriamente James Bond, e non una parodia del personaggio. Questa ipotesi è illustrata nel film biografico Tu chiamami Peter del 2004, basato sulla biografia scritta da Roger Lewis. Alla fine, il coinvolgimento di Sellers nel film fu notevolmente ridimensionato.

### Scene incomplete
Sellers si assentò dal set per giorni e settimane, rifiutandosi di recitare insieme a Welles e lasciò la produzione prima di aver girato tutte le sue scene. Di conseguenza, l'attore non fu disponibile per le scene finali e per i vari segmenti di connessione tra una scena e l'altra, costringendo i registi a trovare un modo per utilizzare le scene esistenti da lui girate dando loro coesione narrativa. Le scene iniziali e finali con David Niven furono scritte e girate proprio nel tentativo di salvare il materiale. Val Guest, a cui era stato affidato il compito di creare un filo narrativo che collegasse tutti i segmenti del film, scelse di utilizzare l'originale Bond e Vesper Lynd come personaggi di collegamento.
Dimostrazioni del materiale di raccordo mancante tra le scene con Sellers sono evidenti in vari punti del film. Per esempio, la scena dove Evelyn Tremble monta alla guida di una macchina alla Pantera rosa, per inseguire Vesper e i suoi rapitori, è seguita senza continuità dalla scena della tortura di Tremble. Alcuni spezzoni slegati dove compariva Sellers furono utilizzati per la sequenza onirica di Tremble (dove pretende di suonare il piano sul busto di Ursula Andress), e nel finale del film dove tutti i vari "doppioni" di James Bond si ritrovano insieme. Nella scena del rapimento, inoltre, la morte di Tremble è inserita in modo molto brusco; egli viene prima salvato da Vesper, e poi da lei ucciso senza una spiegazione razionale. Resta inoltre senza spiegazione il segmento dove Tremble colpisce con un pugno un agente della dogana all'aeroporto.
Molte altre sequenze (che non vedevano la presenza di Sellers) furono invece girate ma tagliate al montaggio, con la conseguenza che molti attori non apparvero nella versione finale del film poi distribuita, inclusi Ian Hendry, Mona Washbourne e Arthur Mullard.

## Colonna sonora
Feldman decise di affidare la colonna sonora del film a Burt Bacharach, che si era occupato in precedenza della composizione della musica per la sua precedente produzione Ciao Pussycat. Bacharach lavorò per oltre due anni alle musiche di Casino Royale. Il paroliere Hal David contribuì con varie canzoni, molte delle quali apparvero solo in versione strumentale nel film. Herb Alpert & the Tijuana Brass eseguirono alcune delle canzoni con Mike Redway che si occupò di cantare la canzone del titolo nei titoli di coda. Il tema fu il secondo numero 1 per Alpert nella classifica Easy Listening, dove trascorse due settimane in vetta nel giugno 1967, oltre a raggiungere la posizione numero 27 nella Billboard Hot 100.
Il film include la canzone The Look of Love eseguita da Dusty Springfield. Si ascolta nella scena dove Vesper Lynd recluta Evelyn Tremble. Il brano ricevette una candidatura ai premi Oscar nella categoria miglior canzone originale. Per la versione europea del film, Mireille Mathieu cantò The Look of Love in francese (Les Yeux D'Amour) e tedesco  (Ein Blick von Dir).
Bacharach avrebbe in seguito rielaborato due tracce della colonna sonora: Home James, Don't Spare the Horses fu ri-arrangiata come Bond Street, e inclusa nell'album di Bacharach Reach Out del 1967, mentre Flying Saucer – First Stop Berlin, fu trasformata con l'aggiunta di un testo in Let the Love Come Through dal direttore d'orchestra ed arrangiatore Roland Shaw.
L'album originale della colonna sonora fu pubblicato nel 1967 su etichetta Varèse Sarabande. La copertina del disco venne disegnata dall'illustratore statunitense Robert McGinnis, basandosi sul poster del film.

## Distribuzione ed accoglienza
James Bond 007 - Casino Royale ebbe la sua prima all'Odeon Leicester Square di Londra il 13 aprile 1967. La prima statunitense si ebbe a New York il 28 aprile al Capitol Theatre e al Cinema I. La pellicola venne distribuita due mesi prima del quinto film della serie ufficiale di James Bond della Eon Productions, Agente 007 - Si vive solo due volte.

### Incassi
Nonostante le recensioni contemporanee non eccezionali, la spinta del nome di James Bond fu sufficiente a garantire al film il 13º miglior incasso dell'anno negli Stati Uniti per il 1967 con introiti pari a 22,7 milioni di dollari in Nord America, e un incasso mondiale di 41,7 milioni di dollari. Orson Welles attribuì il successo della pellicola alla strategia di marketing che vedeva una donna nuda tatuata sul manifesto del film e sulle locandine promozionali. La campagna pubblicitaria incluse anche degli spot televisivi con la modella inglese Twiggy. Aggiustando i dati in base all'inflazione, gli incassi di Casino Royale si posizionano attualmente in 20ª posizione nella classifica dei maggiori incassi della serie di film sull'agente 007.

### Critica
Non ci furono proiezioni anticipate per la stampa di Casino Royale, e le recensioni apparvero solo dopo la prima. La natura caotica e frammentaria della lavorazione del film ebbe ripercussioni notevoli sulle recensioni contemporanee e successive. Roger Ebert scrisse: "Questo è forse il film più indulgente mai girato", Time descrisse Casino Royale come "un incoerente e volgare vaudeville", e Variety scrisse che il film era "un conglomerato di situazioni frenetiche, di gag ed effetti speciali privi di disciplina e coesione". Bosley Crowther del The New York Times lodò la scena della partita a carte tra Bond e Le Chiffre, ma definì la sceneggiatura "noiosa, ripetitiva e piena di cliché e gag stupide, neanche troppo divertenti".
Scrivendo nel 1986, Danny Peary fece notare: "È difficile credere che nel 1967 attendevamo con trepidazione questa cosiddetta parodia di James Bond. Fu una delusione allora; è una curiosità oggi, ma altrettanto difficile da vedere". Peary descrisse il film "sconnesso e stilisticamente irregolare" e "una testimonianza che lo spreco nel cinema più grande è, meglio è", prima di aggiungere: "Sarebbe stata una buona idea tagliare drasticamente il tutto, forse anche le scene con Peter Sellers e Woody Allen. In effetti, vi consiglio di vederlo in televisione quando è in uno slot di due ore (compresi gli spot pubblicitari). Allora non ti aspetti che abbia un senso". Paolo Mereghetti ne Il Mereghetti. Dizionario dei film (edizione 2002) assegna al film un voto di *½ scrivendo: "Cast e messa in scena ricchissimi, fin spropositati per una burla caotica e terribilmente discontinua, ad alto rischio di noia nonostante trovate e momenti irresistibili".
Alcuni recensori moderni hanno invece apprezzato il film. Andrea LeVasseur di AllMovie, lo definì "la parodia definitiva dei film di spionaggio", e aggiunse come la trama "quasi impossibile da seguire" lo renda "una satira al più alto livello". LeVasseur concluse la recensione definendo James Bond 007 - Casino Royale "un assurdo capolavoro psichedelico". Romano Tozzi elogiò la recitazione e l'umorismo, anche se scrisse che il film ha diversi tratti noiosi.
Nella sua recensione, Leonard Maltin scrisse: "Soldi, soldi dappertutto, ma [il] film è terribilmente discontinuo - a volte divertente, molto spesso no". Simon Winder definì Casino Royale "una parodia pietosa", mentre Robert Druce lo interpretò come "un'astrazione della vita reale".
Il film detiene una percentuale di gradimento del 26% su Rotten Tomatoes, basata su 39 recensioni da parte di critici professionisti, con un voto complessivo di 4,48/10. Il giudizio critico finale del sito web recita: "Una parodia sciocca e datata dei cliché dei film di spionaggio, Casino Royale spreca il suo cast stellare in una sceneggiatura tortuosa e per lo più priva di risate".